# Théophile-Alexandre Steinlen

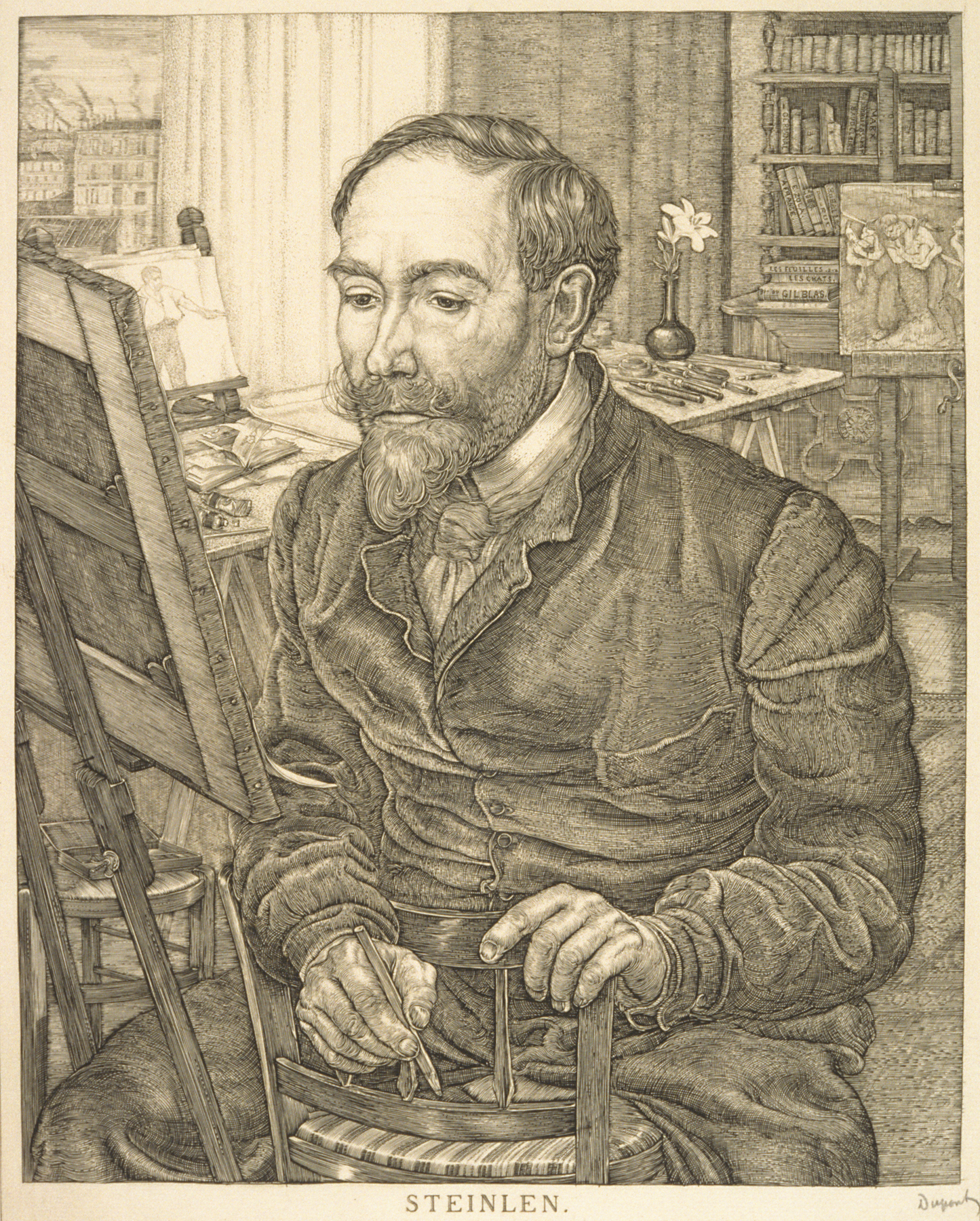
Steinlen, gravure van Pieter Dupont, 1901

Théophile-Alexandre Steinlen (Lausanne, Zwitserland, 10 november 1859 - Parijs 13 december 1923) was een Franse tekenaar, schilder en graficus.

## Biografie
Steinlen groeide op in een kunstenaarsfamilie en bezocht de academie in zijn geboorteplaats. In het stedelijk gymnasium in Lausanne vervaardigde hij een grote wandschildering.
Op zijn 22e ging hij met zijn jonge vrouw Emile Mey naar de kunstenaarswijk Montmartre in Parijs. De belle époque brak aan en Frankrijk voelde zich het middelpunt van de wereld. De bouw van de Sacré-Cœur was begonnen en Montmartre kreeg de reputatie van een wijk van schrijvers, dichters, kunstenaars en levensgenieters. Steinlen bleef Montmartre tot zijn dood toe trouw. Hij woonde onder meer op het adres 21 rue Caulaincourt.
Steinlen raakte op Montmartre bevriend met een groep kunstenaars, onder wie Henri de Toulouse-Lautrec en Adolphe-Léon Willette. Steinlen tekende voor café Le Chat Noir zijn beroemdste affiche, met daarop een hooghartige zwarte kat (zie afbeelding links). Een soortgelijke kat verscheen op het uithangbord dat Steinlen voor het café-cabaret ontwierp. Ook buiten de affiches om hield Steinlen zich bezig met katten; zij maakten deel uit van zijn dagelijks leven. Hij tekende, schilderde, modelleerde katten en sneed katten uit hout. Steinlen werd om dit dier dan ook het meest bekend.

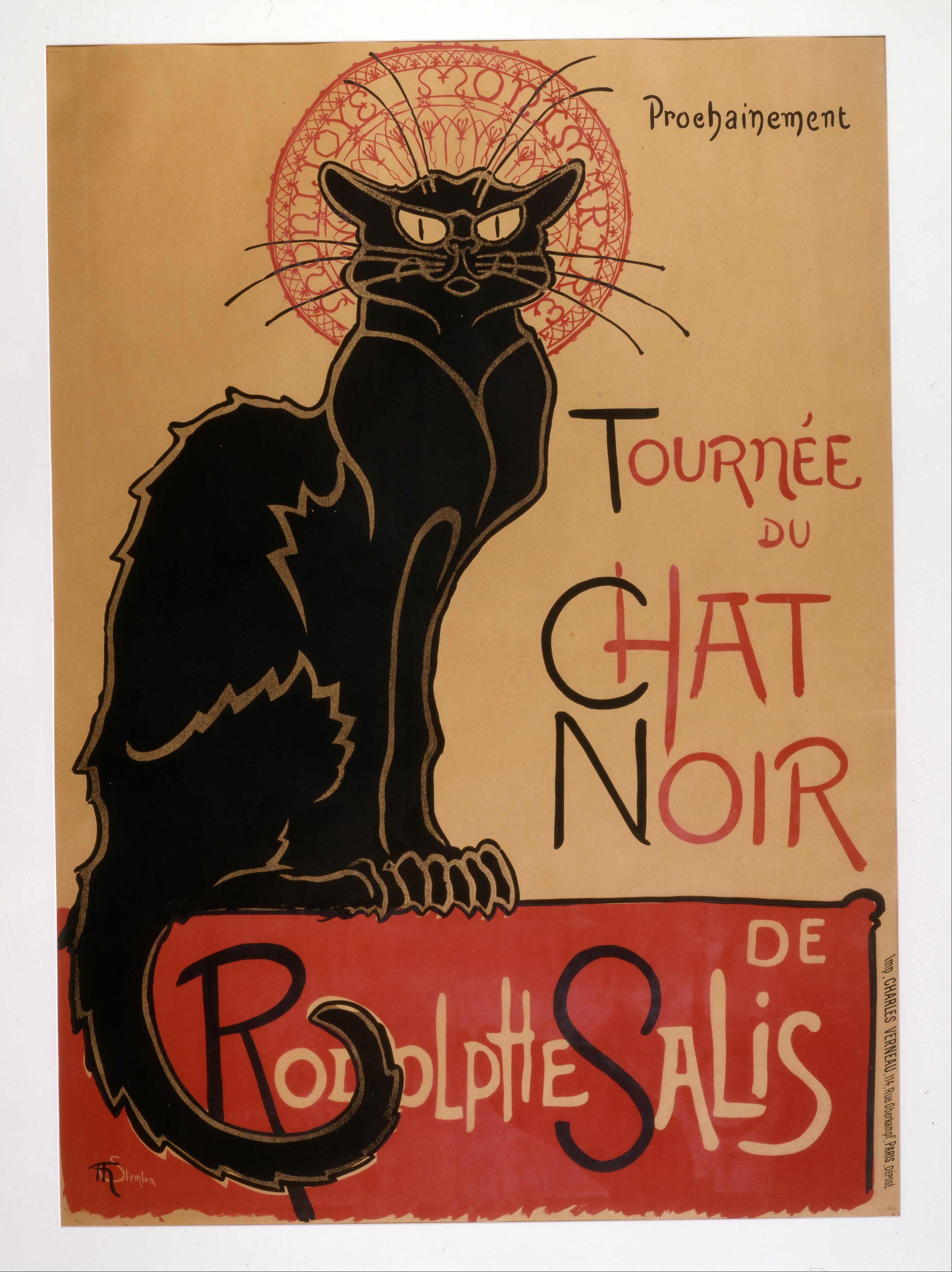
La tournée du Chat Noir avec Rodolphe Salis (1896)

Een ander karakteristiek element in zijn werk wordt gevormd door zijn tekeningen van straattaferelen, van kattenkwaad uithalende schoffies die hij in enkele rake lijnen vastlegde, fabrieksarbeiders en andere minder bevoorrechten.
Steinlen was buitengewoon productief. Hij werkte voor meer dan dertig kranten en tijdschriften, waaronder met name Le Chat Noir, Le Mirliton en Gil Blas. Het werk van Steinlen inspireerde latere bekende kunstenaars zoals Pablo Picasso en Käthe Kollwitz. Toen de Eerste Wereldoorlog uitbrak, vertrok Steinlen naar het front. Daar tekende hij de ellende die de soldaten doormaakten, maar ook het leed dat de burgers werd aangedaan. 
Hij overleed op 13 december 1923 in het huis van zijn dochter Colette aan een hartaanval, zoals gememoreerd wordt in het tijdschrift Apollo (Londen), dat in juli 1981 uitvoerig aandacht aan Steinlen schonk. Zijn vrouw Emile was al in 1910 overleden. Dochter Colette leefde tot 1964.
In 1977 werd zijn werk tentoongesteld in het Poesjkinmuseum in Moskou en de Hermitage in Leningrad, in 1978 in Warschau, Berlijn en Hamburg, in 1981 in het Petit Palais in Parijs.
De felle kleur blauw die Steinlen in zijn schilderijen toepaste — 'Steinlen–blauw' — werd volgens het tijdschrift Apollo door Pablo Picasso overgenomen tijdens diens blauwe periode.